# Лусагюх (Арагацотнская область)
Лусагюх (арм. Լուսագյուղ) — село в Арагацотнской области Армении.

## География
Село расположено в северо-восточной части марза, на расстоянии 34 километров к северу от города Аштарак, административного центра области. Абсолютная высота — 1970 метров над уровнем моря.
Климат
Климат характеризуется как умеренно холодный, влажный (Dfb в классификации климатов Кёппена). Среднегодовая температура воздуха составляет 4,4 °C. Средняя температура самого холодного месяца (января) составляет −7,3 °С, самого жаркого месяца (августа) — 15,4 °С. Расчётная многолетняя норма атмосферных осадков — 543 мм. Наибольшее количество осадков выпадает в мае (96 мм).

## История
Турецкое "каранлык" и азербайджанское "гаранлых" переводятся как "темнота".
10 сентября 1948 года село Каранлух Апаранского района Армянской ССР было переименовано в Лусагюх.

## Население
Иван Шопен отмечал, что согласно сведениям из "Камерального описания", составленного в 1829-1831 годах, в селе Каранлуг Абаранского магала Эриванской провинции проживало 157 человек, все они были армянами, переселившимися из Османской империи после заключения Адрианопольского договора (1829) сторонами русско-турецкой войны.
| Год переписи | Население          | Население          | Население          | Население            | Население            | Население            |
| Год переписи | Наличное население | Наличное население | Наличное население | Постоянное население | Постоянное население | Постоянное население |
| Год переписи | Всего              | Мужчины            | Женщины            | Всего                | Мужчины              | Женщины              |
| ------------ | ------------------ | ------------------ | ------------------ | -------------------- | -------------------- | -------------------- |
| 2001         | 738                | 356                | 382                | 803                  | 394                  | 409                  |
| 2011         | 659                | 332                | 327                | 710                  | 366                  | 344                  |